# 다카하마정
다카하마정(일본어: 高浜町)은 일본 후쿠이현 북서부에 있는 오이군의 정이다.

## 지리
후쿠이현 최서단에 위치하고 아오바산을 경계로 교토부 마이즈루시 등과 접한다. 또 호쿠리쿠 지방 최서단 시정촌이기도 하다. 동해(와카사만)와 접해 해수욕장이 많고 여름에는 많은 해수욕객이 방문한다. 또 와카사만의 리아스식 해안을 즐길 수 있다.

## 역사
- 1889년 4월 1일 - 정촌제 시행으로 다카하마촌이 설치되었다.
- 1912년 4월 1일 - 다카하마촌이 정으로 승격해 다카하마정이 되었다.
- 1955년 2월 11일 - 다카하마정, 아오노고촌, 와다촌, 우치우라촌 등 4개 정·촌이 합병해 다카하마정이 새롭게 설치되었다.

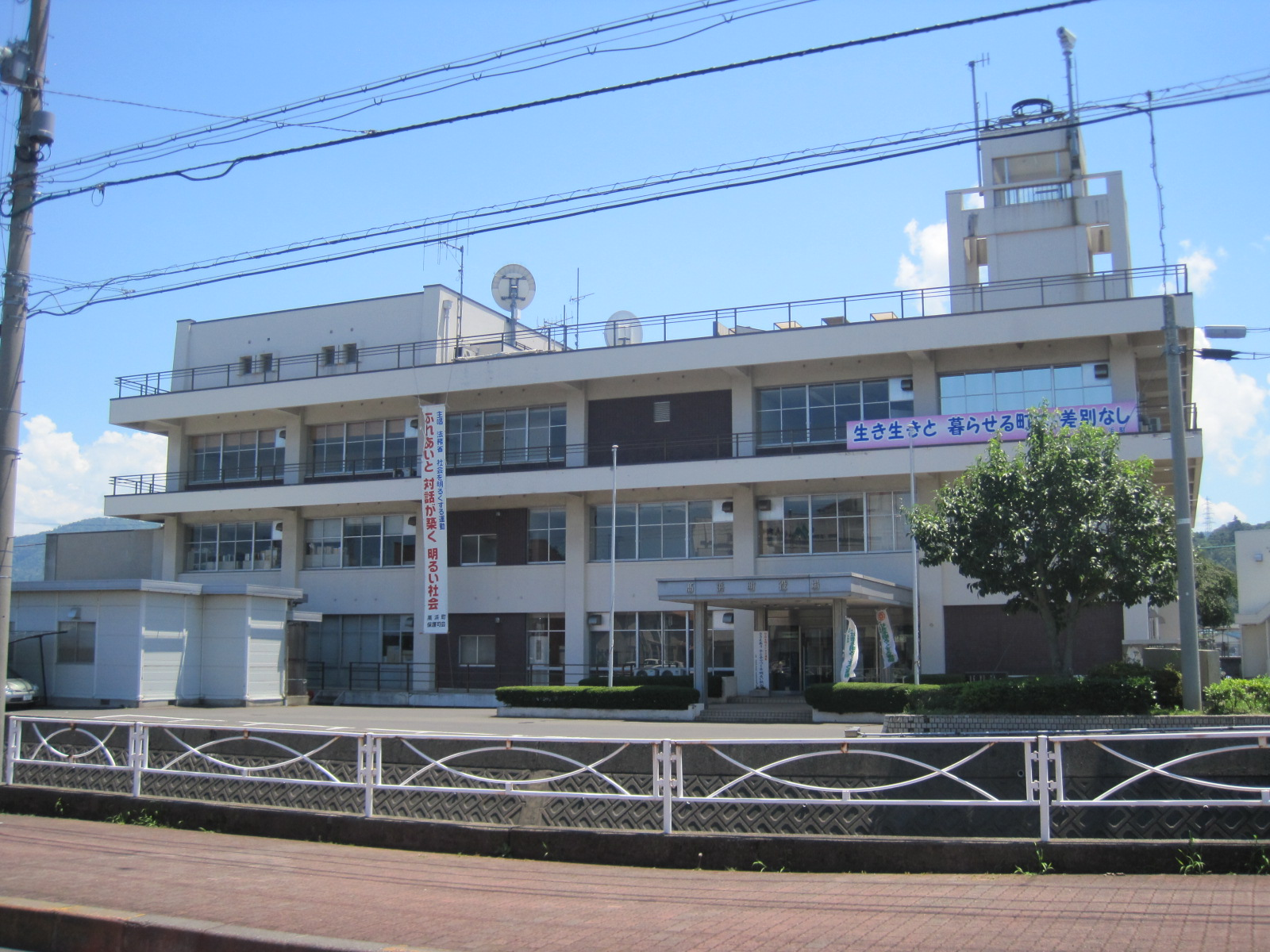
다카하마정사무소

## 교통

### 철도
- 서일본 여객철도 오바마선

### 도로
- 국도 27호선